# Tetsushi Tanaka
Tetsushi Tanako 田中哲司 (Tanako Tetsushi?) (Mie, 18 febbraio 1966) è un attore giapponese.
Ha partecipato in ruoli di rilievo in innumerevoli pellicole cinematografiche, dorama per la televisione e spettacoli teatrali.

## Filmografia

### Televisione
- Bitter Blood (2014)

- Ataru Special | ATARU Supesharu～New York kara no Chousenjou (TBS / 2013) - Reiji Atsumi
- Yakou Kanransha (TBS, 2013)
- ST Keishichou Kagaku Tokusouhan (NTV, 2013)
- Akumu-chan (NTV, 2012, ep6)
- Tsumi to Batsu: A Falsified Romance (WOWOW, 2012)
- Ataru (TBS, 2012)
- Shokuzai (WOWOW, 2012)
- Kaitakushatachi (NHK, 2012)
- Yokai Ningen Bem (NTV, 2011, ep6-7)
- Shinya Shokudo 2 (TBS, MBS, 2011)
- Last Money ~Ai no Nedan~ (NHK, 2011)
- Hanawake no Yon Shimai (TBS, 2011)
- Kairoutei Satsujin Jiken (回廊亭殺人事件) (Fuji TV, 2011)
- Diplomat Kuroda Kousaku (Fuji TV, 2011)
- Yokoyama Hideo Suspense (WOWOW, 2010)
- Keizoku 2: SPEC (TBS, 2010)
- Tobo Bengoshi (Fuji TV, 2010, ep10)
- Ryomaden (NHK, 2010)
- Atami no Sousakan (TV Asahi, 2010)
- Sunao ni Narenakute (Fuji TV, 2010)
- Untouchable (TV Asahi, 2009)
- Real Clothes (Fuji TV, 2009)
- Ninkyo Helper (Fuji TV, 2009, ep3)
- Uramiya Honpo REBOOT (TV Tokyo, 2009)
- Samayoi Zakura (Fuji TV, 2009)
- Boku no Imoto (TBS, 2009)
- The Quiz Show 2 (NTV, 2009)
- Shirasu Jiro (NHK, 2009)
- Moso Shimai (NTV, 2009)
- Soka, Mo Kimi wa Inai no ka (TBS, 2009)
- Kaze no gâden (Fuji TV, 2008)
- Bloody Monday (TBS, 2008)
- Hokaben (NTV, 2008, ep3)
- Last Friends (Fuji TV, 2008)
- Shukan Maki Yoko (TV Tokyo, 2008)
- Keiji no Genba (NHK, 2008, ep1)
- Loss Time Life Story 2: Detective (Fuji TV, 2008)
- Joshi Deka! (TBS, 2007)
- Happy Boys (TV Tokyo, 2007)
- Seito Shokun! (TV Asahi, 2007, ep2-3)
- Himitsu no Hanazono (Fuji TV, 2007)
- Bokutachi no Sensou (TBS, 2006)
- Yonimo Kimyona Monogatari 2006 Replay (Fuji TV, 2006)
- Jikou Keisatsu (TV Asahi, 2006, ep3)
- Kemonomichi (TV Asahi, 2006)
- Mama! I Love You (TBS, 2005)
- Umizaru (Fuji TV, 2005)
- Koshonin (TV Asahi, 2005)
- Shacho wo Dase! (社長をだせ！) (NTV, 2005)
- Naniwa Kinyudo 6 (Fuji TV, 2005)
- Kekkon no Katachi (NHK, 2004)
- Shujin no Dilemma (囚人のジレンマ) (TBS, 2004)
- Shinsengumi (NHK, 2004)
- Division 1 Runner's High (Fuji TV, 2004)
- Honto ni Atta Kowai Hanashi Shineba Yokkata no ni (Fuji TV, 2004, ep1)
- Kaseifu ha mita! 22 (TV Asahi, 2003)
- Suekko Chounan Ane Sannin (TBS, 2003)
- Honto ni Atta Kowai Hanashi (Fuji TV, 2003)
- Densetsu no Madam (NTV, 2003)
- Mısshıtsu no Nukeana (密室の抜け穴) (TBS, 2003)
- Kao (Fuji TV, 2003)
- Twins na Tantei (ツインズな探偵) (Fuji TV, 2003)
- Shırıtsu Tanteı Momoiku (私立探偵 濱マイク) (NTV, 2002)
- Task Force (TBS, 2002)
- Tentai Kansoku (Fuji TV, 2002)
- Canon (WOWOW, 2002)
- Cover Chitan! (カバチタレ！) (Fuji TV, 2001)
- Ai wa Seigi (TV Asahi, 2001)
- Mofuku no Rendezvous (喪服のランデヴー) (NHK, 2000)
- Quiz (TBS, 2000)
- Koi, Shita (恋、した) (TV Tokyo, 1997)
- Pokkapoka (TBS, 1996)
- Naniwa Kinyudo (Fuji TV, 1996)

### Cinema
- Shin Ultraman (2022) - Tatsuhiko Munakata
- SPEC～Ketsu～Zen no hen (2013) - Toshiaki Reizei
- Manatsu no Hōteishiki (2013) - Keiichi Tsukazaki
- ATARU The First Love & The Last Kill (2013) - Reiji Atsumi
- Strawberry Night | Sutoroberi Naito (2013) - Seiji Nagaoka
- Outrage Beyond (2012) - Funaki
- Kibou no Koku (2012) - Umibe's father
- Shokuzai (2012) - Toshio Adachi
- Switch wo osu toki (2011) - Koji Maruyama
- Youkame no Semi' (2011, Rebirth)
- Byakuyakō (2011) - Isamu Matsuura
- Sabi Otoko Sabi Onna (2011) - Yoshio Okada (segment "Sebiro Yashiki")
- Shikeidai no Elevator (2010) - Senichi Izumi
- Shokudo Katatsumuri (2010) - Neokon
- Happy Flight (2008)
- Guu-Guu Datte Neko de Aru (2008)
- Tamio no Shiawase / Then Summer Came (2008)
- Shinigami no Seido (2008)
- Kanki no Uta (2008)
- Sakigake!! Otokojuku (2008, Be a Man! Samurai School)
- Closed Note (2007)
- Pacchigi! Love & Peace (2007)
- Tooku no Sora ni Kieta (2007)
- Zukan ni Nottenai Mushi (2007)
- Dolphin Blue: Fuji, Mou Ichido Sora e (2007)
- Tokyo Tower: Okan to, Boku to, Tokidoki, Oton (2007)
- Exte: Hair Extensions (2007)
- Tamamoe! (2007)
- Soredemo Boku wa Yattenai (2007)
- Ichiban Kiraina Mizu (2006)
- Mizu no Hana (2006)
- Hana Yori Mo Naho (2006)
- Unizaru 2: Limit of Love (2006)
- Veronika decide di morire (2006)
- 2005: Into a Dream (Yume no Naka e)
- Scrap Heaven (2005)
- Birthday Wedding (2005)
- Yume no Naka e (2005)
- 69 (2004)
- Umizaru (2004)
- Ai no Karada (2004)
- The Call - Non rispondere (2003)
- 2003: Get Up! (Geroppa!)
- Totsunyu Seyo! Asama Sanso Jiken (2002)
- Go (2001)
- Hotaru (2001)
- Zeitaku na Hone (2001)
- Chaos (2000)
- Himawari (2000)